# إرشادات التنسيق

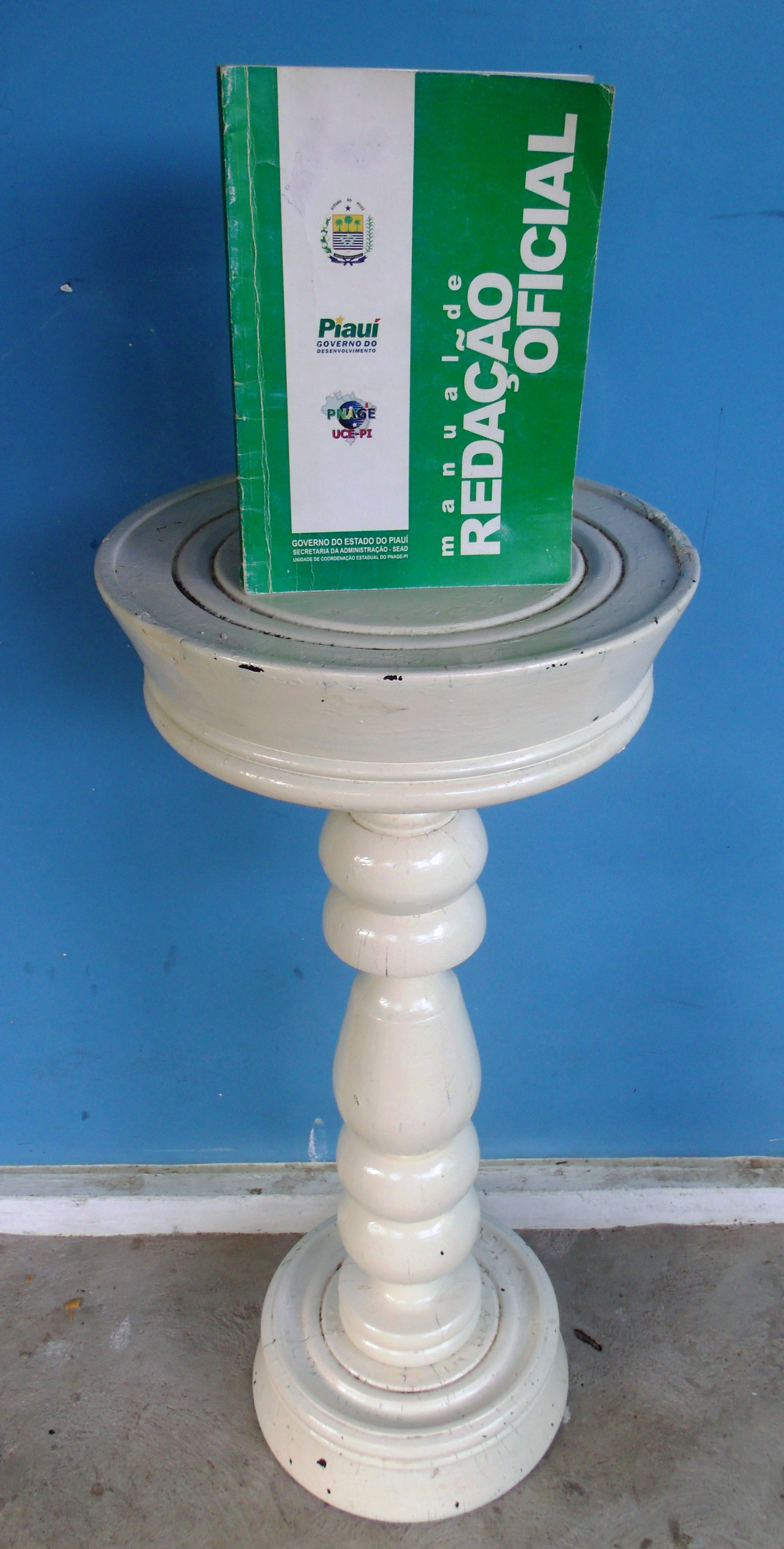

إرشادات التنسيق هي مجموعة من المعايير لكتابة وتصميم الوثائق من أجل الاستخدام العام أو نشر خصوصي أو منظمة ما أو مجال ما. إن اتباع إرشادات التنسيق تجعل العلاقة بين المحتوى وثيقة ما أو حتى محتوى أكثر من وثيقة متحدًا في الأسلوب والتنسيق.